# Hockey su tavolo
L'hockey su tavolo è un gioco di origine nordica. Il gioco competitivo viene organizzato nell'Europa e nell'America settentrionale. Gli europei giocano ugualmente con modello Stiga Play Off, nel Nord America ci sono anche altri tavoli.
Il campionato del mondo viene organizzato ogni due anni. Quello del 2009 si è svolto in Ungheria.